# Saint-Cyrille-de-Lessard
Saint-Cyrille-de-Lessard est une municipalité du Québec située dans la MRC de L'Islet dans la Chaudière-Appalaches.

## Toponymie
Cette appellation rend hommage à saint Cyrille (vers 313-386), évêque de Jérusalem, auteur de Catéchèses baptismales. »

## Histoire

### Chronologie
- 1er juillet 1845 : Érection du maire de la municipalité de St. Cyrille.
- 1er septembre 1847 : Fusion de plusieurs entités municipales dont St. Cyrille et érection du comté d'Islet.
- 1er juillet 1855 : Division du comté d'Islet en plusieurs entités municipales dont St. Cyrille.
- 24 février 1868 : La municipalité de St. Cyrille devient la paroisse de Saint-Cyrille de Lessard.
- 15 mars 1969 : La municipalité change de nom pour Saint-Cyrille-de-Lessard.

## Activité économique
L'agriculture  et l'acériculture sont les principales activités des lieux et ont surpassé l'exploitation forestière. Sur son territoire on retrouve de nombreux cours d'eau tels que: le lac des Plaines, le lac Bringé, le lac Isidore, le lac Vaseux, la rivière Bras-Saint-Nicolas, la rivière Bras-d'Apic, la rivière Bras-Riche, etc.

## Attraits
- Le Snow fête de Saint-Cyrille-de-Lessard est une activité regroupant des amateurs et amatrices de snowmobiles (des motoneiges antiques). En plus des snowmobiles, c'est un évènement familial avec de l'animation et des activités. La municipalité a fêter la dixième édition en janvier 2023. L'édition 2024 se déroulera du 24 au 28 janvier[3].
- Bien que petite, la municipalité a sa propre école primaire, L'école primaire de Saint-Cyrille[4].
- Le village comporte aussi un bureau de poste, un garage, restaurant et quelques autres commerces et services[5].
- La municipalité compte aussi plusieurs pompiers volontaire et une caserne étant équipée d'un camion de pompier moderne[6].En plein cœur du village, "Le parc des volontaires" a été aménagé pour rendre hommage aux pompiers volontaires et une œuvre (L'arbre du souvenir, conçue par Yvon Caron) représentant un arbre a été construit en hommage aux ancêtres[7].

## Géographie

### Accessibilité
Saint-Cyrille est accessible par la route 285 via l'autoroute 20 ou la route 132.

### Territoire

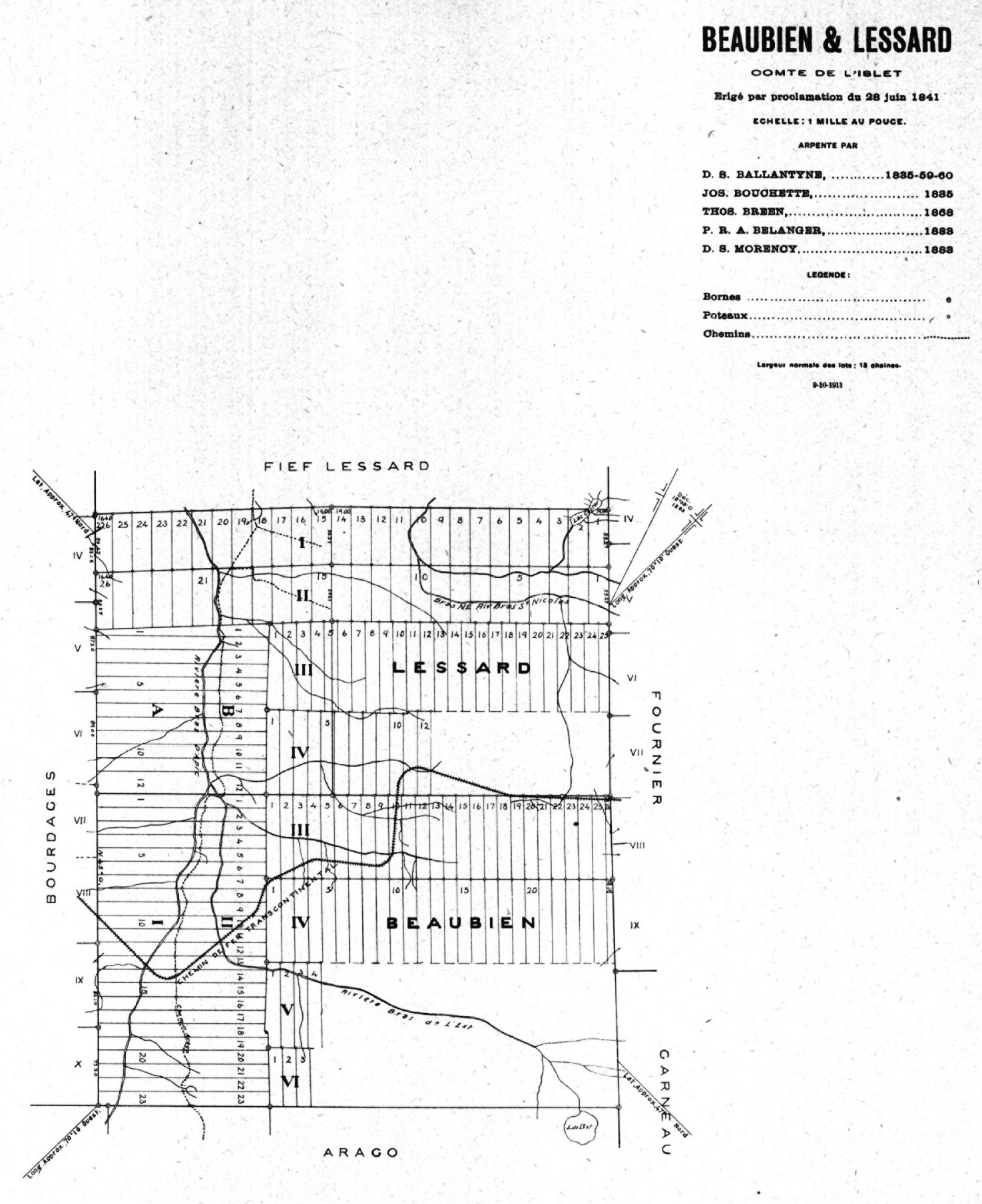
Carte cadastrale de cantons Beaubien & Lessard

Son territoire comprend les cantons d'Argo, Lessard et Beaubien.
Dans ce village, on retrouve des crêtes montagneuses assez élevées au nord, alors qu'au sud le plateau appalachien, avec ses vallons et ses petites collines, présente des formes plus régulières et moins élevées.

## Hydrographie
Le Bras d'Apic conflue avec le Bras Saint-Nicolas à l'ouest de la municipalité  en amont de la confluence du Bras du Nord-Est dont la source, le lac des Plaines, est située à l'est.
Le Bras de Riche rejoint le Bras Saint-Nicolas à la limite nord-ouest de la municipalité.
Plusieurs chutes coulent sur son territoire dont la chute à Taupin, la chute à la Tourte, Les portes de l'enfer sur le Bras Saint-Nicolas et la chute d'Apic sur le Bras d'Apic.

## Démographie
| 1996 | 2001 | 2006 | 2011 | 2016 | 2021 |
| ---- | ---- | ---- | ---- | ---- | ---- |
| 830  | 792  | 778  | 753  | 718  | 742  |

Le recensement de 2011 y dénombre 753 habitants, soit 3,2 % de moins qu'en 2006.

## Administration
Les élections municipales se font en bloc pour le maire et les six conseillers.
| Saint-Cyrille-de-Lessard Maires depuis 2003                                                                          |                    |                 |          |
| Élection | Maire              | Qualité         | Résultat |
| 2003 | Luc Caron          |                 | Voir     |
| 2005 | Luc Caron          | Voir            |          |
| 2009 | Luc Caron          | Voir            |          |
| 2013 | Luc Caron          | Voir            |          |
| 2017 | Denise Deschênes   |                 | Voir     |
| 2021 | Aucune candidature |                 | Voir     |
| déc. 2021 | Michel Caron       |                 | Voir     |
| sept. 2022 | Nelson Cloutier    | Maire suppléant | Voir     |
| déc. 2022 | Michel St-Pierre   |                 | Voir     |
| Élection partielle en italique Depuis 2005, les élections sont simultanées dans toutes les municipalités québécoises |                    |                 |          |